# Malcolm Tsuyoshi Moyo
Malcolm Tsuyoshi Moyo (japanisch モヨ マルコム強志 Moyo Malcolm Tsuyoshi; * 3. Juni 2001 in der Präfektur Osaka) ist ein japanischer Fußballspieler.

## Karriere
Malcolm Tsuyoshi Moyo erlernte das Fußballspielen in der Schulmannschaft der Higashi Fukuoka High School sowie in der Universitätsmannschaft der Hōsei-Universität. Von Ende Mai 2023 bis Saisonende 2023 wurde er von der Universität an den Zweitligisten V-Varen Nagasaki ausgeliehen. Während der Ausleihe kam er für den Verein aus Nagasaki nicht zum Einsatz. Nach der Ausleihe wurde Moyo am 1. Februar 2024 von Nagasaki fest unter Vertrag genommen. Sein Zweitligadebüt gab Moyo am 24. März 2024 (6. Spieltag) im Heimspiel gegen Ventforet Kofu. Bei dem 1:1-Unentschieden wurde er in der 59. Minute für den verletzten Ryūtarō Iio eingewechselt. Im August 2024 wechselte er auf Leihbasis zum ebenfalls in der zweiten Liga spielenden Fujieda MYFC. Für den Verein aus Fujieda bestritt er elf Ligaspiele. Im Februar 2025 zog es ihn nach Europa. Hier wurde er an den portugiesischen Zweitligisten Portimonense SC verliehen.